# Gustav Fabergé

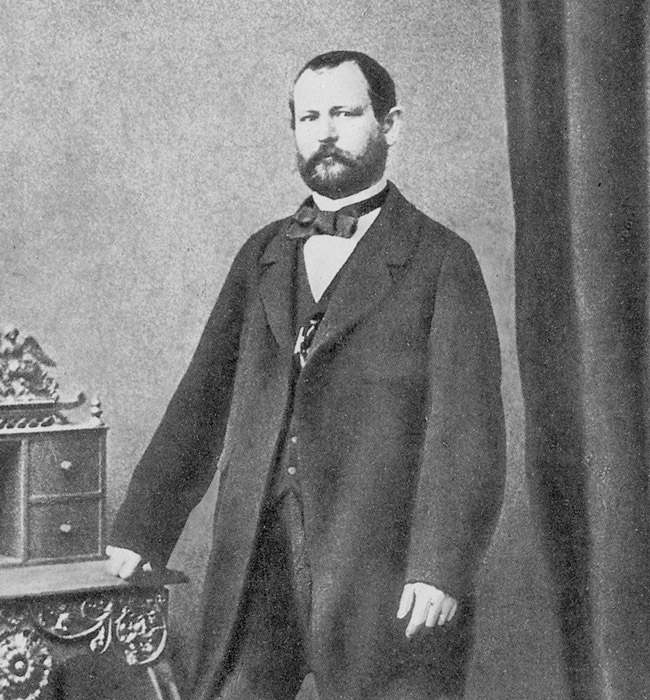
Gustav Fabergé (um 1860)

Peter Gustav Fabergé (russisch Петер Густав Фаберже; * 6. Februarjul. / 18. Februar 1814greg. in Pernau, Gouvernement Livland; † 3. Januar 1894 in Dresden) war ein russischer Goldschmied und Juwelier.

## Leben

### Herkunft und Familie

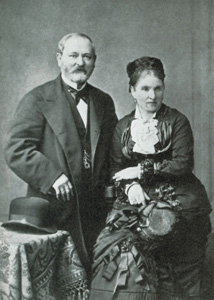
Gustav und Charlotte Fabergé (um 1890)

Fabergés Vater war der Tischlermeister Peter (oder Pierre) Favry (1768–1858). Seine Vorfahren waren Hugenotten aus der Picardie, die 1685 ins brandenburgische Schwedt emigriert waren. Favry war um 1800 von dort nach Pernau im russischen Ostseegouvernement Livland ausgewandert (heute Pärnu in Estland). Gustav Fabergés Mutter Marie Louise (oder Maria Louisa), geborene Elsner, war eine Deutsch-Baltin aus Pernau. Die Schreibweise des Familiennamens änderte sich im Lauf der Zeit von Favry zu Fabrier und schließlich Faberge; Gustav Fabergé fügte ab 1842 den Akzent auf dem hinteren ‚e‘ hinzu.
Fabergé vermählte sich 1842 mit Charlotte Jungstedt (1820–1903), der Tochter des dänischen Malers Carl Jungstedt. Aus der Ehe gingen drei Töchter, Alexandrine (verh. Koschke; 1844–1896), Wilhelmine (verh. Nicolay; 1850–1928) und Emilie (1853–1858), sowie zwei Söhne, Peter Carl (1846–1920) und Agathon (1862–1895), hervor. 

### Werdegang
Fabergé wurde in St. Petersburg Lehrling bei Andreas Ferdinand Spiegel aus Reval, später Geselle bei Wilhelm Keibel und schließlich 1841 Meister der ausländischen Zunft der Gold- und Silberschmiede. Er eröffnete 1842 eine eigene Werkstatt in der Bolschaja Morskaja uliza Nr. 12, die einen sehr guten Ruf erwarb. Fabergé stellte 1857 als Chefjuwelier August Holmström ein. 
Im Jahre 1860 verlegte die Familie ihren Lebensmittelpunkt nach Dresden. Mögliche Gründe hierfür könnten Fabergés Abneigung gegen das sumpfige Klima in St. Petersburg und die Möglichkeit einer besseren Ausbildung für seinen begabten Sohn Peter Carl in der sächsischen Residenzstadt sein. Sein Juweliergeschäft in St. Petersburg führten in dieser Zeit Fabergés Freund und Kollege Hiskias Pendin (Pöntinen) und der Geschäftsführer Waleri Sajontschkowski in seinem Sinne weiter. Sein Sohn Peter Carl Fabergé kehrte 1864 nach St. Petersburg zurück und übernahm 1872 die Leitung des Juweliergeschäfts, das er als kaiserlicher Hoflieferant zu großer Bekanntheit und wirtschaftlichem Erfolg führte. Gustav Fabergé blieb jedoch in Dresden, wo er 1894 starb und auf dem Trinitatisfriedhof bestattet wurde.